# Station!
『Station!』（ステーション!）は、2014年1月6日からぎふチャンで放送されていた、ローカルニュース番組。

## 番組概要
前身番組である「NEWS 5 PLUS」から放送時間を繰り下げ、18時15分から19時のニュース放送枠としてスタートした。
キャッチコピーは「さあ!“ぎふ”を感じよう!!」

## 放送時間
- 月曜 - 金曜 18:15 - 19:00 （2014年1月6日 - 2015年3月27日）
- 月曜 - 金曜 18:15 - 18:53 （2015年3月30日 - 2019年10月4日）
- 週末（土曜・日曜） 21:55 - 21:59 （2017年2月4日 - 2019年9月29日）

## キャスター
- 東千晴
- 中辻景子
- 佐々木遼平
- 下岡陽子
- 藤井裕生
- 澤 茂奈実

以上からメインキャスター1名 サブキャスター1名の計2名の日替わり。

## レギュラー出演者
- SKE48（岐阜県出身メンバー） - 毎週水曜日、VTR出演。
- やながせゆっこ - 第2・4木曜日、レギュラーコーナーリポーター。

## 番組内コーナー
- 月曜：GIFU SPO!・GO!GO!FC岐阜(ホーム戦後の翌日月曜日)
- 火曜：シネマクルーズ(映画情報)・関市サンサンシティマーゴからのショッピング中継・マネー情報　野村証券トップインタビュー(最終)
- 水曜：視聴Song(第1・3)・SKE48の岐阜県だって地元ですっ![注釈 1]
- 木曜：飛騨國テレビ（第1～4週）・飛騨國テレビ　ゲバイダ（第3週）・GIFUエキスパートに会いにゆっこー！（第2週）・ゆっこの黄金見聞録（第4週）
- 金曜：三重お出かけ情報・日本まんなか直送便（第1・2・3週）・も～っとワクワクマーサ(岐阜市マーサ21からのショッピング中継)
- 「特集」シリーズ　来福(毎月最終日)

## 番組内・過去のコーナー
チャコ先生の健康のツボ、花キューピットお花のプレゼント、オーキッドパークインフォメーション、障がい児者を支える人たち（第2・4週）、元気!笑顔!ナースステーション